# Seljani (zapadno od Konjica)
Seljani su naseljeno mjesto u općini Konjic, Federacija Bosne i Hercegovine, BiH.
Seljani se nalaze zapadno od Konjica, u blizini Čelebića. 

## Stanovništvo

### 1991.
Nacionalni sastav stanovništva 1991. godine, bio je sljedeći:
ukupno: 160
- Muslimani – 115
- Hrvati – 36
- Srbi – 7
- ostali, neopredijeljeni i nepoznato – 2

### 2013.
Nacionalni sastav stanovništva 2013. godine, bio je sljedeći:
ukupno: 142
- Bošnjaci – 135
- Hrvati – 1
- Srbi – 1
- ostali, neopredijeljeni i nepoznato – 5

## Vanjske poveznice
- Satelitska snimka  Arhivirana inačica izvorne stranice od 20. ožujka 2021. (Wayback Machine)